# La Relève
La Relève was een kunstenaarsgroepering die in 1948 te Gent werd opgericht.
De groep werd opgericht door Jan Burssens, Frans Piens, Jan Saverys, Roger Raveel, Victor van der Eecken, Elsa Vervaene, Pierre Vlerick, Camille D'Havé en Marcel Ysewijn. Het waren vrienden uit de academie die zichzelf beschouwden als de opvolgers van de Vlaamse expressionisten, vandaar de naam “de aflossing”. Het waren op Burssens na leerlingen van Jos Verdegem (1897-1957) die reeds van bij aanvang begin de jaren '20, besloten had de weg van het Vlaams expressionisme niet te volgen, maar zich te laten inspireren door het internationale kunstgebeuren in het Parijs van toen.
De oprichting van de groep vloeide voort uit tentoonstellingen onder de naam 'La Relève'. De eerste tentoonstelling vond plaats in de Gentse Galerie Vyncke van Eyck van 13 tot 25 april 1947. Het was bij de tweede 'La Relève' tentoonstelling in de lente van 1948 dat de kunstenaarsgroep werd opgericht. Het doel, geformuleerd in de statuten, luidde als volgt: “Enkel en alleen, de jonge kunstenaars, in deze zwaren tijd, te steunen en vooruit te helpen, door hen gratis te laten tentoonstellen, materiaal te bezorgen, hen in volle vrijheid, door raad en daad te helpen tot ontplooiing van hun jong talent, trachten hun kunst vatbaar te maken bij het kopend publiek, niet alleen in Gent, doch ook verder in België”. Het toezichtcomité van 'La Relève' bestond uit Karel Geirlandt, Leo Aerts, Pierre Kluyskens, Willy De Vynck en André Vyncke. Het secretariaat werd verzorgd door Vynckes echtgenote, Godelieve.
Willem Elias zegt dat ‘La Relève’ naar zijn mening een gelijkaardige rol heeft gespeeld in Gent als de ‘Jeune Peinture Belge’ in Brussel De vereniging was echter geen lang leven beschoren. In 1950 hield ze al op te bestaan, want er waren geen sponsors die hen steunden. De kunstenaars die aan de twee eerste tentoonstellingen deelnamen, exposeerden in 1949 in Galerij Memlinc in Brugge in de tentoonstelling “Jonge Vlaamse Schilderkunst”.